# Macquartia nigricornis
Macquartia nigricornis är en tvåvingeart som först beskrevs av Henry J. Reinhard 1945.  Macquartia nigricornis ingår i släktet Macquartia och familjen parasitflugor.
Artens utbredningsområde är Washington. Inga underarter finns listade i Catalogue of Life.